# Nitijeļā

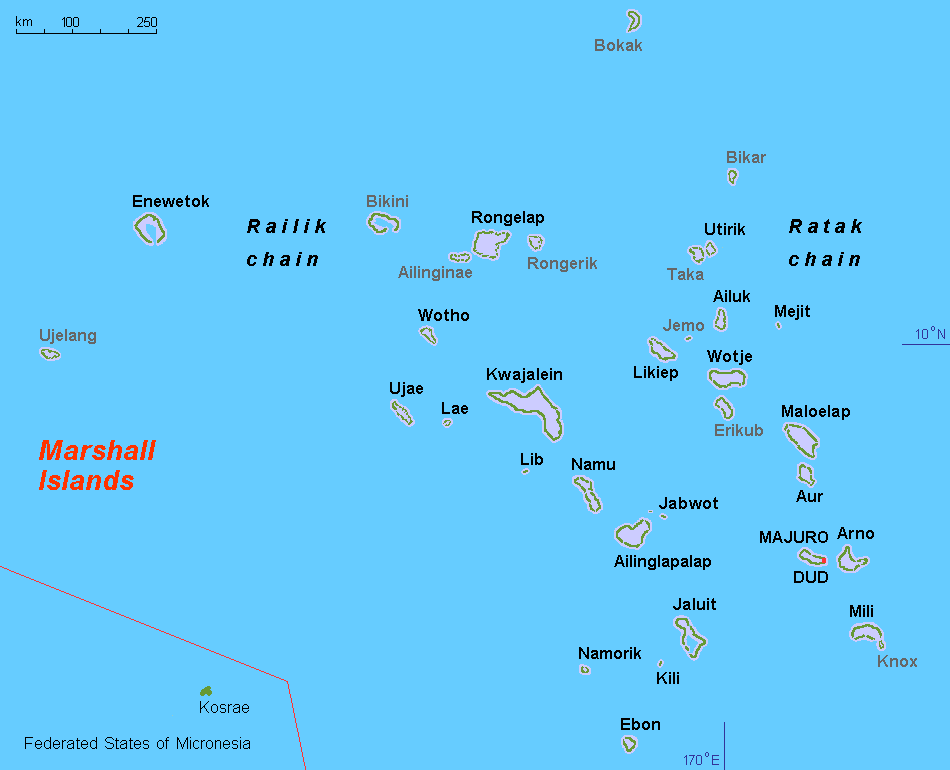
Marshallöarna

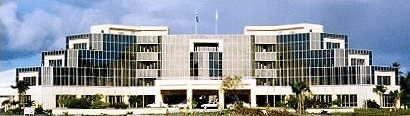
Capitol Building

Nitijela (engelska Parliament of the Marshall Islands) är det lokala parlamentet i Marshallöarna i Stilla havet.

## Parlamentet
Nitijela är ett enkammarparlament och är den lagstiftande makten i Marshallöarna.
Parlamentet har sitt säte i parlamentsbyggnaden "Capitol Building" i Delap-Uliga-Darrit på ön Majuro.

## Sammansättning
33 Senators (ledamöter) valda på en fyraårsperiod. Alla ledamöter väljs i 24 valkretsar motsvarande de bebodda öarna där mandaten fördelar sig (1) på 19 valkretsar för 1 mandat och 5 valkretsar för flera mandat.
Ledamöterna väljs genom personval men kommer i regel från politiska partier.
Talmannen kallas "Speaker".
Nitijela väljer statschefen (President) bland ledamöterna själva. Statschefen är även regeringschef.
Council of Iroij är en informell "andra kammare" och består av 12 mataier (lokala hövdingar) som har rådgivande funktion i lokala ärenden.

## Historia
1964 inrättades "Congress of Micronesia" i det av USA förvaltade "US Trust Territory of the Pacific Islands" som då omfattade flera områden.
1978 röstade Marshallöarna för autonomi och ett frigörande från trustområdet i en folkomröstning.
Den 1 maj 1979 antog Marshallöarna sin första konstitution (2) och samma år höll parlamentet sin första session.
De senaste valen genomfördes den 19 november 2007.